# Synchlora merlinaria
Synchlora merlinaria är en fjärilsart som beskrevs av William Schaus 1940. Synchlora merlinaria ingår i släktet Synchlora och familjen mätare. Inga underarter finns listade i Catalogue of Life.